# کالتیناتس
کالتیناتس (به صربی: Kaletinac) یک منطقهٔ مسکونی در صربستان است که در Gadžin Han واقع شده‌است.